# كاميرون روجرز
كاميرون روجرز (بالإنجليزية: Cameron Rogers)‏ هو كاتب أسترالي، ولد في 5 مايو 1972 في كيرنز في أستراليا.